# Vodňany
Vodňanyⓘ (niem. Wodnan) − miasto w Czechach, w kraju południowoczeskim. Według danych z 31 grudnia 2007 powierzchnia miasta wynosiła 3 636 ha, a liczba jego mieszkańców 7 028 osób.

## Demografia
| Rok             | 1970  | 1980  | 1991  | 2001  | 2003  |
| --------------- | ----- | ----- | ----- | ----- | ----- |
| Liczba ludności | 6 284 | 6 624 | 6 331 | 6 581 | 6 687 |

Źródło: Czeski Urząd Statystyczny

### Szkoły
- Średnia Szkoła Rybacka – kształci rybaków i akwarystów. Uczniowie pobierają naukę m.in. z zakresu: budowy sprzętu, zbiorników oraz urządzeń akwaryjnych, chowu ryb ozdobnych i dekoracyjnych.

## Galeria

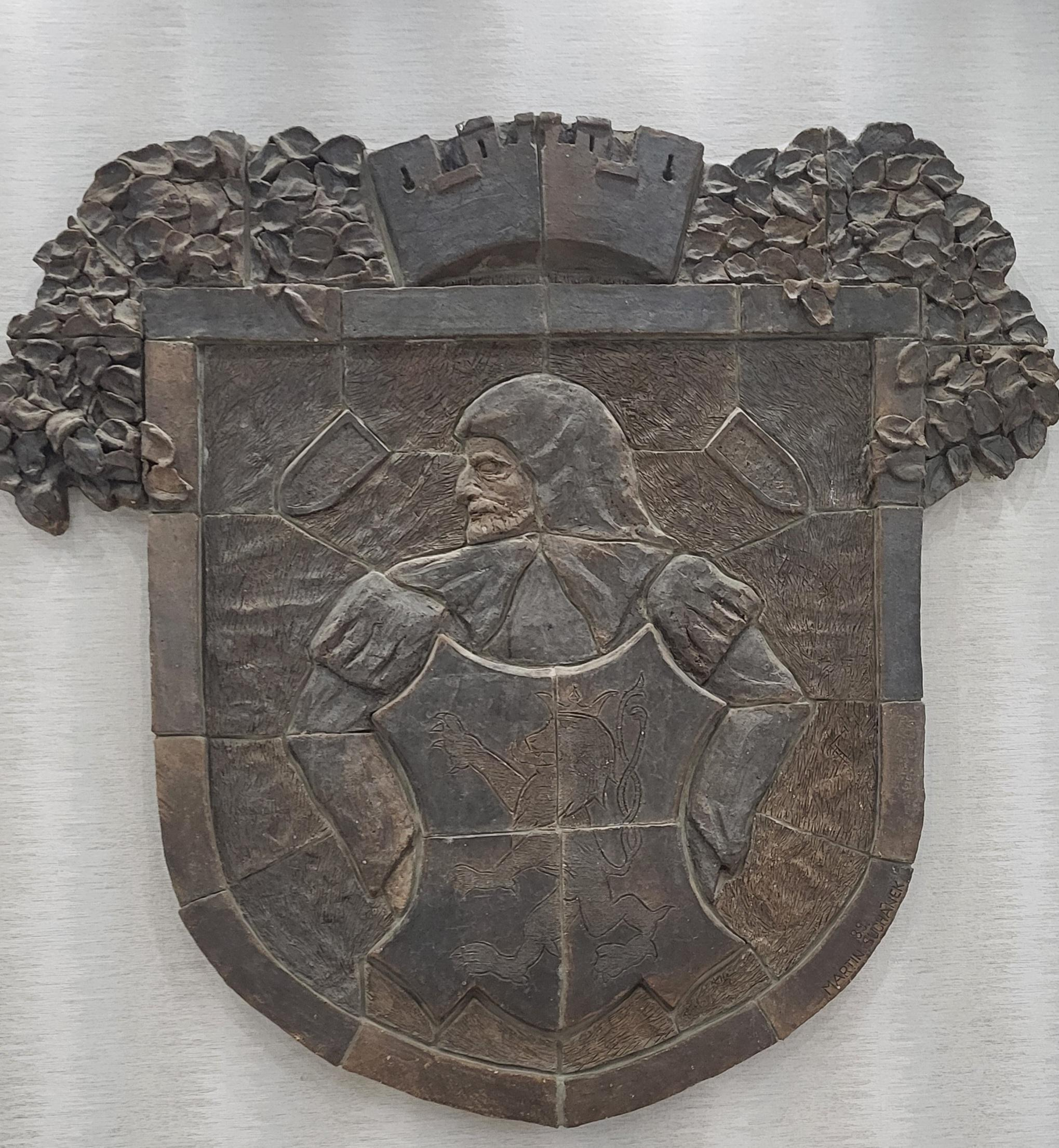
Rzeźba przedstawiająca herb miejski, zawieszona w sali sportowej
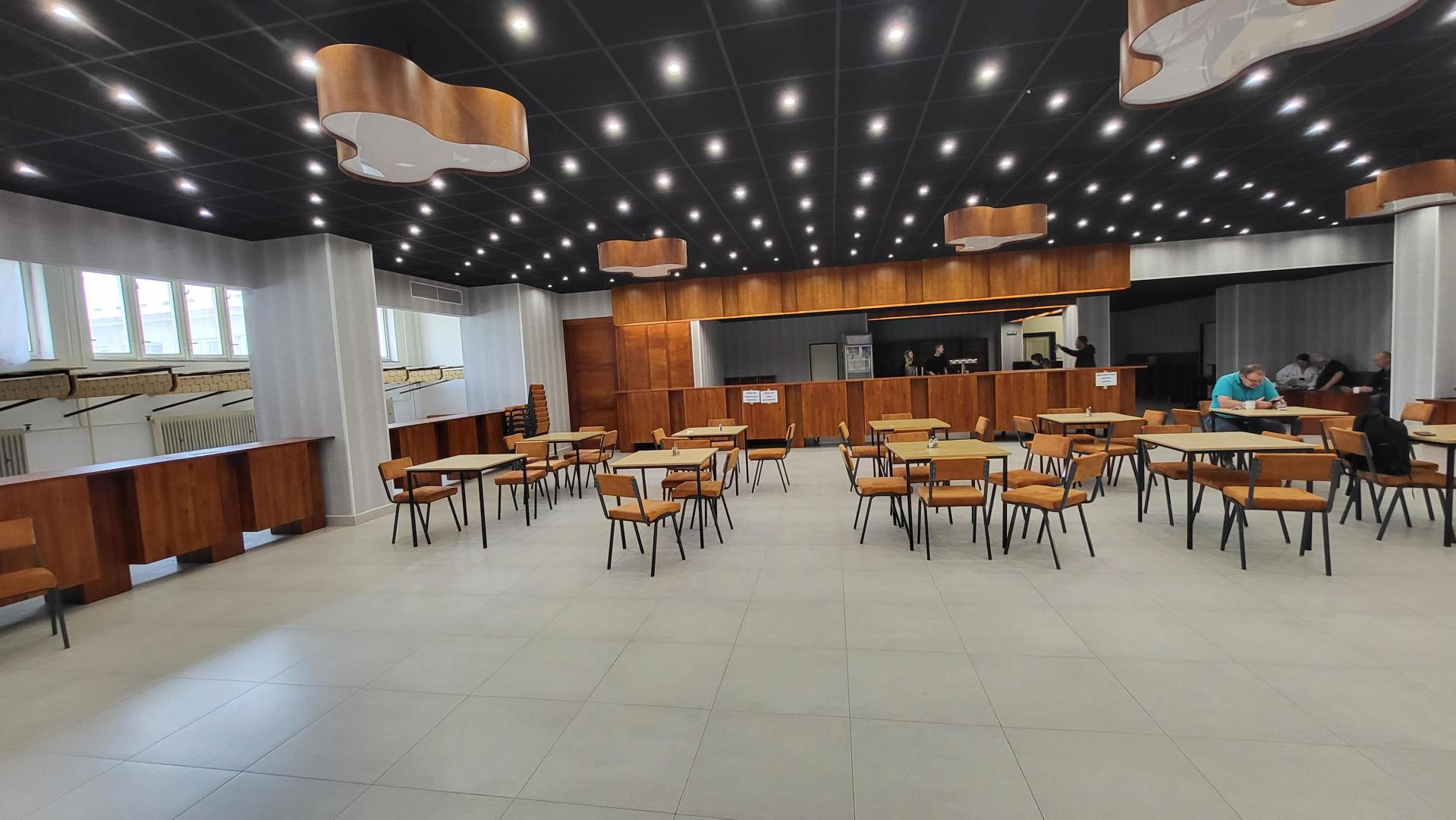
Stołówka miejskiej sali sportowej
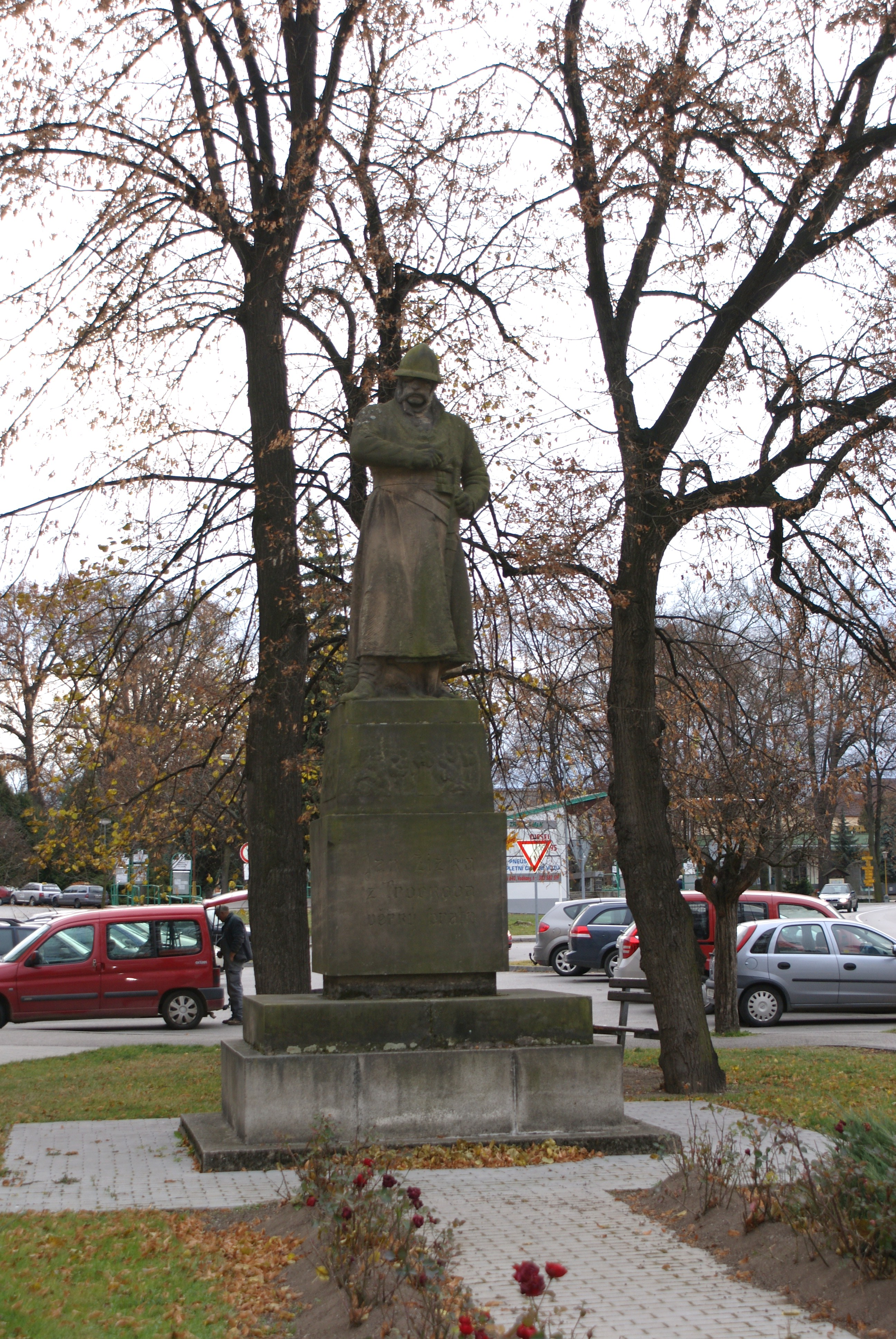
Posąg Jana Žižki
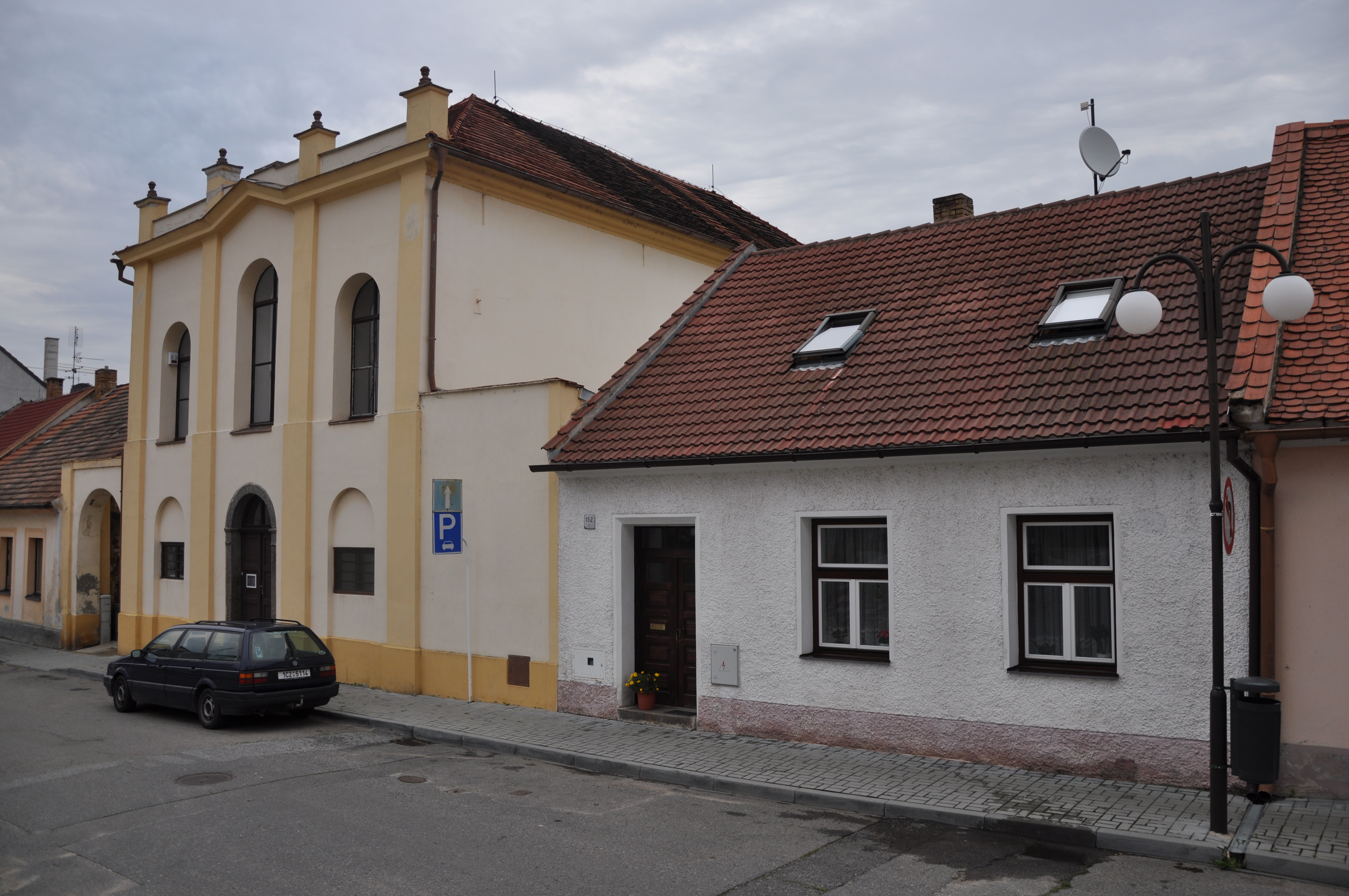
Dawna synagoga
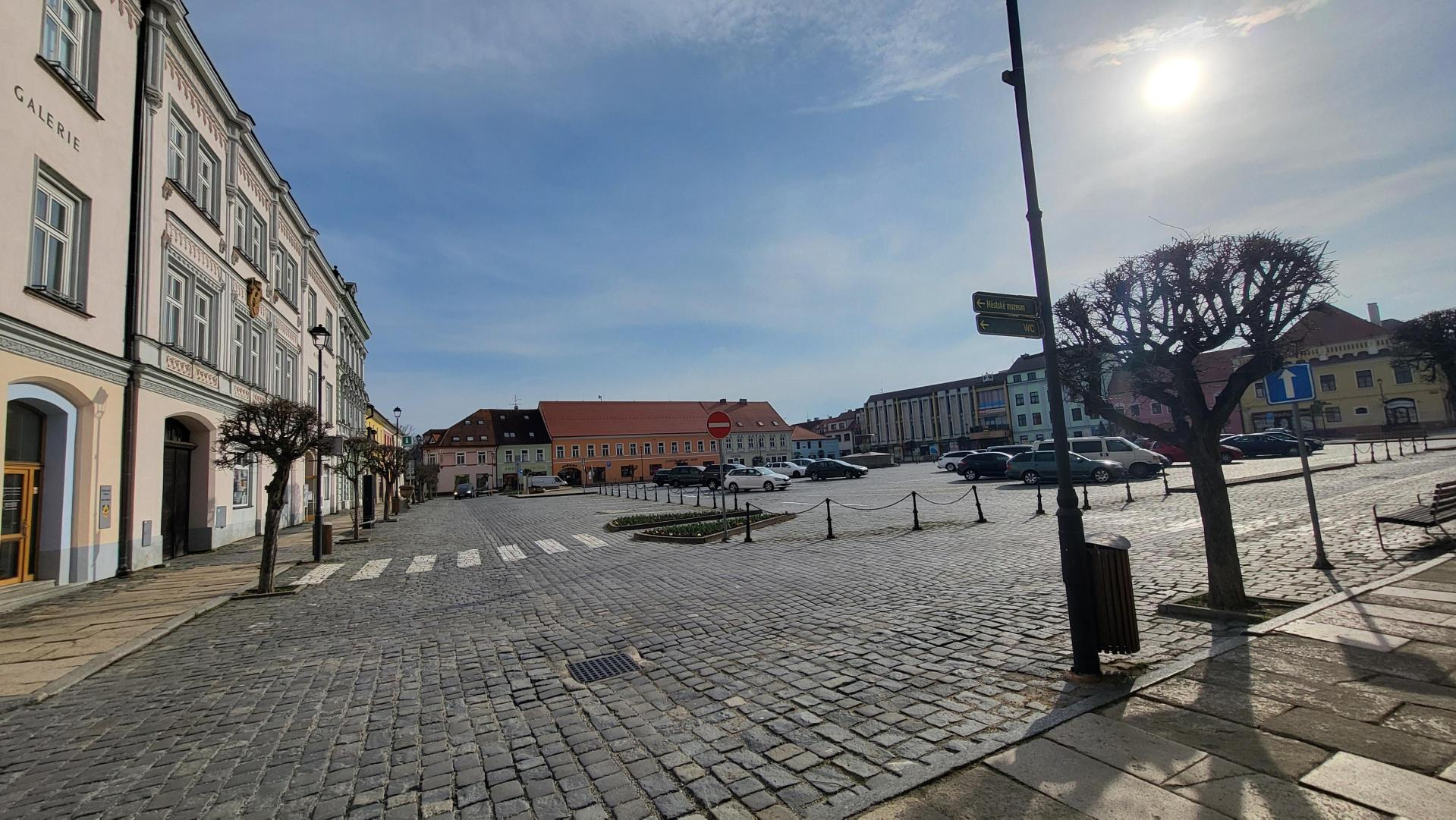
Rynek miejski